# 密花独行菜
密花独行菜（学名：Lepidium densiflorum）为十字花科独行菜属的植物。分布在朝鲜、欧洲、北美原产以及中国大陆的黑龙江、辽宁等地，生长于海拔400米至2,300米的地区，多生于农田边、海滨、沙地和路边，目前尚未由人工引种栽培。